# Saloio

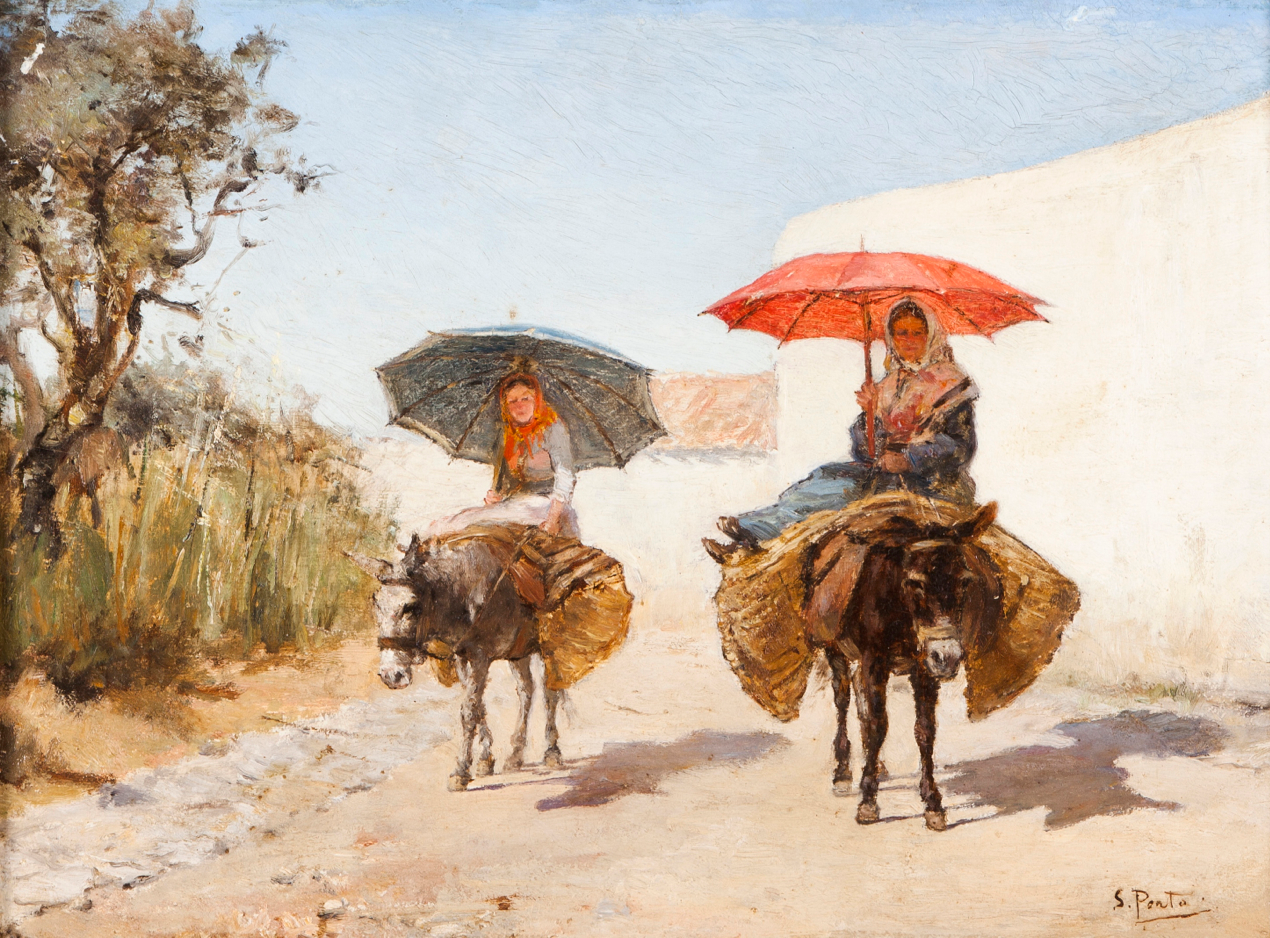
Saloias, por Silva Porto.

Saloio é a designação ao habitante natural das zonas rurais do termo de Lisboa aquando da sua incorporação no Reino de Portugal, logo desenvolvendo uma cultura própria. "Çalaio" ou "çaloio" era o tributo que se pagava do pão cozido na corte e Patriarcado de Lisboa. Çaloio era também o nome que se dava aos mouros da seita "çalá" e no começo da nacionalidade era o nome que se dava aos descendentes dos provençais colonos oriundos de Salles-d'Aude.
A região saloia compreende vários concelhos, sendo os seus limites discutíveis. Alguns autores definem como região saloia os concelhos de Alenquer, Amadora, Arruda dos Vinhos, Cadaval, Loures, Mafra, Odivelas, Sintra, Sobral de Monte Agraço e Torres Vedras.
Até ao final do século XX os seus habitantes viviam da agricultura, praticada em hortas e pomares, e do comércio de produtos agrícolas em mercados e na cidade de Lisboa. Actualmente (2018) situa-se nesta região o mercado que mais carne de bovino fornece à capital, a Feira da Malveira. As mulheres ganhavam mais algum dinheiro como lavadeiras das famílias abastadas de Lisboa. Desses tempos em que muitas aldeias se enchiam de peças de roupa a secar ao sol ficou o termo Aldeia da Roupa Branca, que se tornou título de um filme dos anos 30 do século XX sobre esta região.
Com produtos agrícolas de excelência (frutas, hortaliças, coelho, aves, ovos, queijo, caça), esta zona desenvolveu também uma gastronomia bastante variada e rica, sobressaindo as receitas de coelho, aves e porco. O queijo fresco ainda hoje é muito apreciado em todo o país. A maneira de trajar também era muito própria, incluindo o colete e o barrete que até há poucos anos ainda era usado por pessoas mais velhas em algumas destas aldeias.
A origem destes habitantes do distrito de Lisboa é discutível, sendo actualmente aceite que tiveram origem nas comunidades mouras que, saindo da cidade de Lisboa para as zonas rurais após a Reconquista Cristã (1147) por D. Afonso Henriques, se dedicaram à agricultura e pequeno comércio. Actualmente a região saloia está bastante descaracterizada, tendo alguns concelhos deixado a ruralidade do passado tornando-se zonas urbanas, como Amadora, Odivelas e partes significativas de Loures, Sintra, Mafra e Torres Vedras. As tradições e formas de vida tradicionais perderam-se no passado recente e os actuais saloios (principalmente as novas gerações) em nada se distinguem dos lisboetas, nem dos habitantes de Oeiras e Cascais.